# 아무르산개구리
아무르산개구리(학명: Rana amurensis)는 개구리속에 속한 개구리의 일종이다. 시베리아 서부, 중국 북동부, 몽골 북동부, 한반도 북부와 사할린에 서식한다. 북위 71도까지 분포하여 모든 양서류 중 가장 북쪽에 사는 종이다.
아무르산개구리는 겨울에 연못 바닥에서 겨울잠을 잔다. 성체의 피부색은 밝은 갈색이다. 피부는 부드럽고 불규칙하게 어두운 갈색과 노란색 줄무늬가 있다. 몸의 길이는 2 ~ 2.5 cm이다.
아무르산개구리는 딱정벌레를 선호하고, 하루에 1.2 ~ 2.5그램의 먹이를 먹는다. 평균 수명은 3년이다. 알 주머니는 30~60개의 알을 포함한다.

## 사진

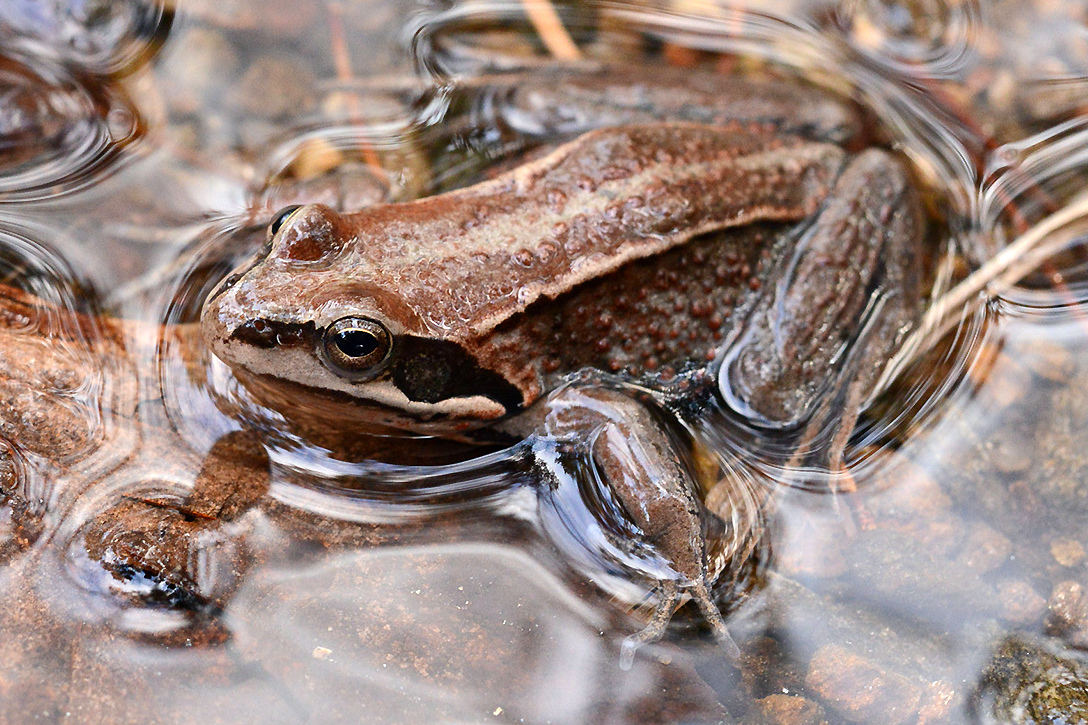
물 속의 아무르산개구리
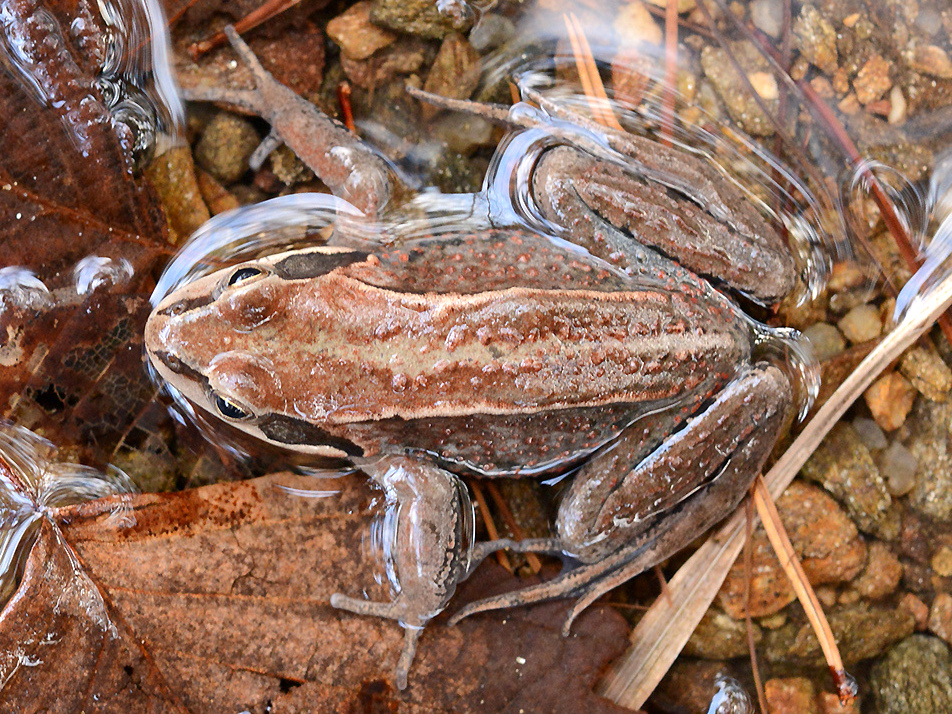
등쪽
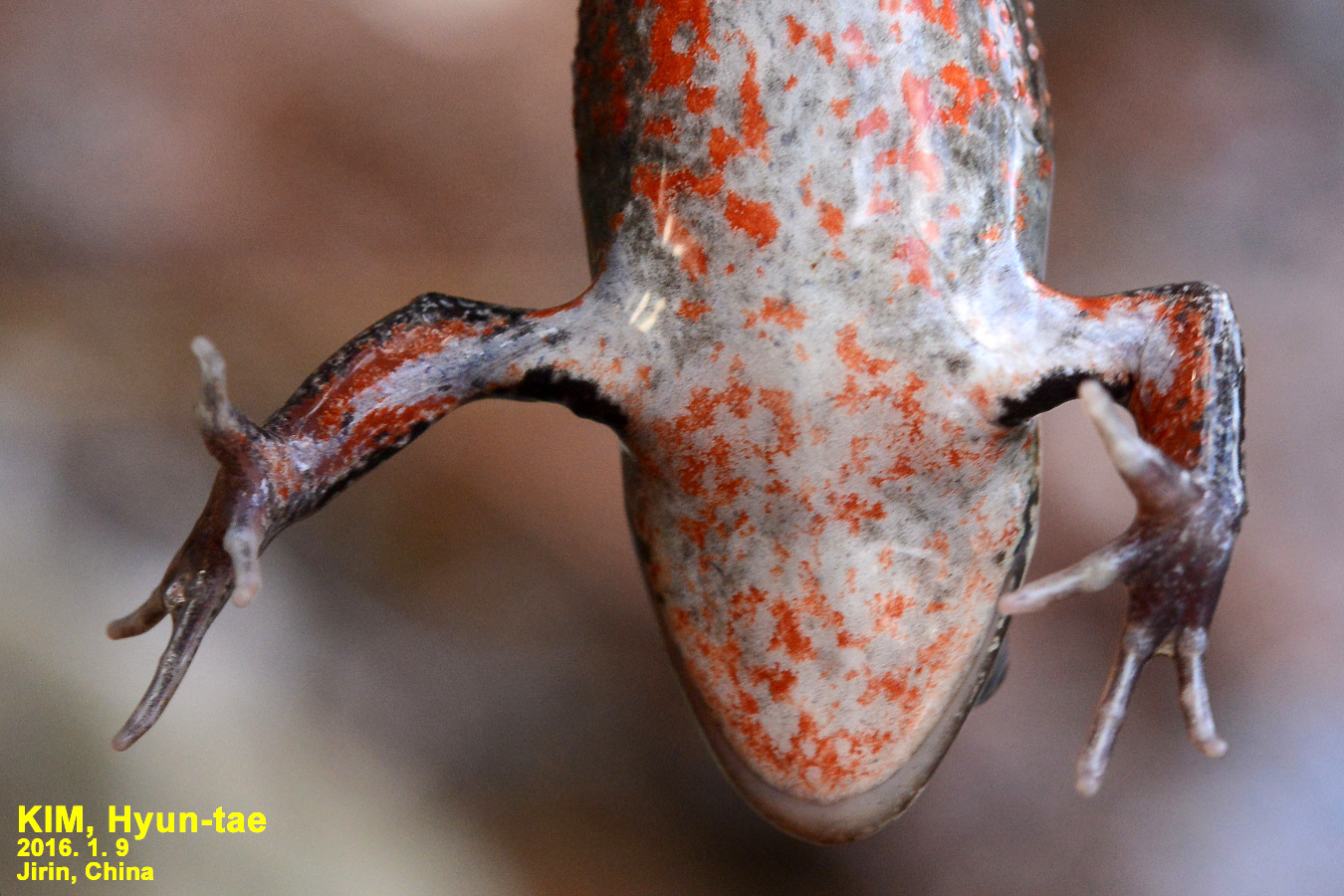
배쪽